# Деряев, Аннагулы Реджебович
Аннагулы Реджебович Деряев (туркм. Annaguly Rejebowiç Derýäýew; род. 1973, Окарем, Гасан-Кулийский район, Красноводская область) — туркменский политический деятель, председатель Государственного концерна Туркменнефть.

## Биография
Родился в 1973 году в поселке Окарем Гасан-Кулийского района Красноводской области Туркменской ССР (ныне — посёлок Экерем Эсенгулыйского этрапа Балканского велаята).
В 1994 году окончил Туркменский политехнический институт по специальности горный инженер.
В 1994—1995 годах работал бурильщиком, буровым мастером по проходке разведочных и эксплуатационных скважин Готурдепинского управления буровых работ Государственного концерна «Туркменнебит».
С 1995 по 1997 года учился в аспирантуре Туркменского политехнического института, а затем в 1997—1998 годах находился на воинской службе.
С 1998 по 2002 года работал ведущим инженером-технологом, заместителем, затем начальником отдела технологии бурения треста «Бурнебитгаз» Государственного концерна «Туркменнебит».
С 2002 года — начальник управления бурения центрального аппарата Госконцерна «Туркменнебит», первый заместитель председателя этого концерна.
13 октября 2008 года был назначен министром нефтегазовой промышленности и минеральных ресурсов Туркменистана. Уволен с должности министра в связи со скандалом о завышении объёмов запасов Иолотано-Яшларской группы газовых месторождений.
12 октября 2009 года назначен на должность председателя концерна «Туркменнебит».
В июле 2013 года переведен на другую работу в системе нефтегазовой отрасли Туркменистана.